# Gérard Philipe
Gérard Philipe (Cannes, 4 december 1922 – Parijs, 25 november 1959) was een Frans acteur. 

## Loopbaan
Philipe speelde tussen 1944 en 1959 in vierendertig films. Op het hoogtepunt van zijn carrière stierf hij aan leverkanker. Hij was getrouwd met de schrijfster Anne Philipe, geboren als Anne Marie Nicole Ghislaine Navaux, en met haar had Philipe twee kinderen. Tijdens de verkiezing in 2005 tot grootste Fransman aller tijden eindigde Philipe op plaats 95. 

## Filmografie (selectie)
- Les Petites du Quai aux Fleurs (Marc Allégret) (1944)
- L'Idiot (Georges Lampin) (1946)
- Le Diable au corps (Claude Autant-Lara) (1947)
- La Chartreuse de Parme (Christian-Jaque) (1948)
- Une si jolie petite plage (Yves Allégret) (1949)
- Souvenirs perdus (Christian-Jaque) (sketchenfilm, episode 3) (1950)
- La Ronde (Max Ophüls) (1950)
- Juliette ou La clef des songes (Marcel Carné) (1951)
- Fanfan la Tulipe  (Christian-Jaque) (1952)
- Les Sept Péchés capitaux (sketchenfilm, episode Le Huitième péché van Georges Lacombe) (1952)
- Les Belles de nuit (René Clair) (1952)
- Villa Borghese (Vittorio De Sica) (1953)
- Les Orgueilleux (Yves Allégret) (1953)
- Si Versailles m'était conté... (Sacha Guitry) (1954)
- Le Rouge et le Noir (Claude Autant-Lara) (1954)
- Monsieur Ripois (René Clément) (1954)
- Les Grandes Manœuvres (René Clair) (1955)
- Si Paris nous était conté (Sacha Guitry) (1956)
- La Meilleure part (Yves Allégret) (1956)
- Les Aventures de Till l'Espiègle (1956) (script en regie, samen met Joris Ivens)
- Montparnasse 19 (Jacques Becker) (1957)
- Pot-Bouille (Julien Duvivier) (1957)
- Le Joueur (Claude Autant-Lara) (1958)
- La Vie à deux (Clément Duhour) (1958)
- Les Liaisons dangereuses 1960 (Roger Vadim) (1959)
- La fièvre monte à El Pao (Luis Buñuel) (1959)

## Prijzen
- Victoires du cinéma français (in 1976 vervangen door de Césars) : beste acteur in 1948, 1952, 1953, 1954 en 1955